# Trent Sieg
Trent Sieg (* 19. Mai 1995 in Greeley, Colorado) ist ein US-amerikanischer American-Football-Spieler auf der Position des Long Snappers. Er spielt bei den Dallas Cowboys in der National Football League (NFL).

## College
Sieg ging in Eaton, Colorado, auf die High School. Später besuchte er die Colorado State University.

## NFL

### Baltimore Ravens
Nachdem Sieg im NFL-Draft 2018 nicht ausgewählt worden war, unterschrieb er einen Vertrag bei den Baltimore Ravens. Er wurde jedoch noch vor der Saison wieder entlassen.

### Oakland / Las Vegas Raiders
Am 12. September 2018 unterschrieb Sieg einen Vertrag bei den Oakland Raiders, nachdem sich dessen Long Snapper Andrew DePaola eine Verletzung zugezogen hatte.
Er absolvierte alle 16 Saisonspiele für die Raiders. Am 27. März 2020 unterschrieb er erneut einen Vertrag bei den Raiders, welche in der Zwischenzeit nach Las Vegas umgezogen waren.
Am 3. März 2021 unterzeichnete er einen Dreijahresvertrag bei dem Franchise.

### Dallas Cowboys
Am 22. März 2023 nahmen die Dallas Cowboys Sieg unter Vertrag. Im März 2024 verlängerte er seinen Vertrag in Dallas um ein Jahr.